# Žehra
Žehra (allemand : Schigra) est un village de Slovaquie situé dans la région de Košice.

## Histoire
Première mention écrite du village en 1245.

## Démographie

### Évolution de la population
| Année:               | 1994. | 2004.    | 2014.    | 2024.    |
| -------------------- | ----- | -------- | -------- | -------- |
| Nombre de personnes: | 1265  | 1696     | 2300     | 2767     |
| Différence:          |       | +34,07 % | +35,61 % | +20,30 % |

| Année:               | 2023. | 2024.   |
| -------------------- | ----- | ------- |
| Nombre de personnes: | 2736  | 2767    |
| Différence:          |       | +1,13 % |

## Patrimoine
L'église de Žehra fait partie du site classé patrimoine mondial du château de Spiš.